# Marcel Langiller
Marcel Aristide Langiller (Parigi, 2 giugno 1908 – Parigi, 25 dicembre 1980) è stato un calciatore francese.

## Carriera
Langiller giocò con l'Excelsior Roubaix, il Red Star, il Saint-Étienne e il CA Paris.
Con la Nazionale francese, Langiller giocò 30 partite segnando 7 gol e con la maglia dei Blues partecipò al Mondiale 1930.

## Palmarès

### Club
- Coppa di Francia: 1

Excelsior Roubaix: 1933